# Henri Poincaré
Jules Henri Poincaré (/ɑ̃ˈʁi pwɛ̃kaˈʁe/; Nancy, 29 aprile 1854 – Parigi, 17 luglio 1912) è stato un matematico, fisico e filosofo francese, che si è occupato anche di struttura e metodi della scienza.
Fisico teorico, viene considerato un enciclopedico e in matematica l'ultimo universalista, dal momento che eccelse in tutti i campi della disciplina nota ai suoi giorni.
Diede molti contributi originali alla matematica pura, alla matematica applicata, alla fisica matematica e alla meccanica celeste. A lui si deve la formulazione della congettura di Poincaré, uno dei più famosi problemi in matematica. Nelle sue ricerche sul problema dei tre corpi, fu il primo a scoprire un sistema caotico deterministico, ponendo in tal modo le basi della moderna teoria del caos. Viene inoltre considerato uno dei fondatori della topologia.
Poincaré introdusse il moderno principio di relatività e fu il primo a presentare le trasformazioni di Lorentz nella loro moderna forma simmetrica. Completò le trasformazioni concernenti la velocità relativistica, che trascrisse in una lettera a Lorentz nel 1905, ottenendo così la perfetta invarianza delle equazioni di Maxwell, un passo importante nella formulazione della teoria della relatività ristretta. Introdusse l'importante gruppo matematico che porta il suo nome.
Era zio materno del matematico e storico della scienza Pierre Boutroux.

## Biografia
Poincaré nacque il 29 aprile 1854 nei dintorni di Cité Ducale, presso Nancy, nell'ambito di una famiglia influente (Belliver, 1956). Il padre, Leon Poincaré (1828–1892) fu professore di medicina all'Università di Nancy (Sagaret, 1911). La sorella minore Alina sposò il filosofo spiritualista Émile Boutroux. Un altro membro notevole della famiglia fu il cugino Raymond Poincaré, che sarebbe divenuto Presidente della Repubblica Francese dal 1913 al 1920, e un membro onorario dell'Académie française.

### Istruzione
Durante la sua infanzia cadde a lungo malato di difterite e ricevette un'istruzione speciale dalla madre, Eugénie Launois (1830–1897).
Nel 1862 entrò al Liceo di Nancy (oggi ribattezzato Liceo Henry Poincaré in suo onore, così come l'Università di Nancy). In tale scuola trascorse undici anni e durante questo periodo dimostrò di essere uno dei migliori allievi in tutte le materie di studio: in particolare eccelleva in composizione scritta. Il suo insegnante di matematica lo descriveva come un "mostro in matematica" e vinse i primi premi ai concorsi tra i migliori studenti dei licei francesi. Le sue materie deboli erano musica ed educazione fisica, dove era descritto come "nella media" (O'Connor et al., 2002). Comunque, la vista debole e la tendenza alla distrazione possono spiegare tali difficoltà (Carl, 1968). Ottenne il diploma liceale nel 1871 come baccalaureato in lettere e scienze.
Durante la guerra franco-prussiana del 1870 egli prestò servizio con il padre nel corpo di soccorso medico.
Poincaré entrò all'École polytechnique nel 1873. Qui ebbe come insegnante di matematica Charles Hermite, continuò a eccellere e pubblicò il suo primo trattato (Démonstration nouvelle des propriétés de l'indicatrice d'une surface) nel 1874. Si laureò nel 1875 o 1876. Proseguì gli studi presso l'École des Mines, continuando a studiare matematica oltre che ingegneria mineraria e conseguendo la laurea in ingegneria nel marzo 1879.
Dopo la laurea all'École des Mines, entrò nella Società Mineraria come ispettore della regione di Vesoul, nel Nordest della Francia. Era sul posto durante il disastro di Magny nell'agosto 1879, ove persero la vita 18 minatori. Espletò le indagini ufficiali nell'incidente in un modo assai coinvolto e umanitario.
Nello stesso tempo, Poincaré si stava preparando per il dottorato in scienze e matematica sotto la supervisione di Charles Hermite. La sua tesi di dottorato riguardò il campo delle equazioni differenziali e si intitolava Sulle proprietà delle funzioni finite per le equazioni differenziali. Poincaré ravvisò un nuovo modo di studiare le proprietà di queste equazioni. Non solo affrontò il problema di determinare l'integrale di tali equazioni, ma fu anche il primo a studiarne le proprietà geometriche. Capì che potevano essere utilizzate per costruire un modello del comportamento dei multi-corpi in moto libero nel sistema solare. Poincaré si laureò all'Università di Parigi nel 1879.

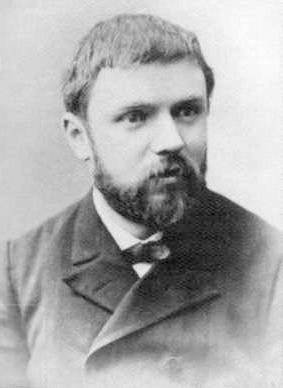
Il giovane Henri Poincaré

### Carriera
Poco dopo questa laurea gli fu offerto un posto come lettore junior presso l'Università di Caen, ma non abbandonò mai la sua carriera mineraria per l'insegnamento. Egli lavorò al Ministero dei Servizi Pubblici come ingegnere responsabile dello sviluppo delle ferrovie del Nord della Francia dal 1881 al 1885 e successivamente diventò ingegnere capo della Società Mineraria nel 1893 e ispettore generale nel 1910.
A partire dal 1881, e per il resto della sua carriera, fu insegnante all'Università di Parigi (la Sorbona). Inizialmente fu nominato "maestro di conferenze di analisi" (professore associato di analisi) (Sageret, 1911); successivamente occupò il posto di insegnante di meccanica fisica e sperimentale, fisica matematica, teoria delle probabilità, meccanica celeste e astronomia.
Nello stesso 1881 Poincaré sposò Poulain d'Andecy, ed ebbero quattro figli: Jeanne (nata 1887), Yvonne (nata 1889), Henriette (nata 1891), e Léon (nato 1893).
Nel 1887, a 32 anni, Poincaré divenne membro dell'Accademia francese delle scienze. Di tale accademia divenne presidente nel 1906, e nel 1909 divenne membro dell'Académie française.
Nel 1887 vinse il concorso matematico indetto da Oscar II, Re di Svezia, per la risoluzione del problema a tre corpi che riguardava il moto libero dei molti-corpi in orbita (v. paragrafo Il problema dei tre corpi).
Nel 1893 Poincaré fece parte del Bureau des Longitudes, ove si occupò del problema della sincronizzazione dell'orario nel mondo. Nel 1897 riportò una soluzione infruttuosa per rendere decimale la misura circolare e quindi il tempo e la longitudine (v. Galison 2003). Fu questo che lo portò a considerare il problema di stabilire i fusi orari e la sincronizzazione temporale tra corpi in moto relativo tra loro (v. paragrafo Lavori sulla relatività).
Nel 1899, e di nuovo nel 1904 con maggiore successo, intervenne nell'affare Alfred Dreyfus, un ufficiale ebreo dell'esercito francese accusato di tradimento da commilitoni antisemiti. Poincaré attaccò le pseudo argomentazioni scientifiche mosse contro Dreyfus.
Nel 1912 si sottopose a un intervento chirurgico per un problema alla prostata e morì successivamente per embolia il 17 luglio 1912, a Parigi; aveva 58 anni. È sepolto presso la cappella della famiglia Poincaré nel Cimitero di Montparnasse, Parigi. Nel 2004 il Ministro francese per l'Educazione, Claude Allègre, ha proposto che Poincaré sia sepolto nel Panthéon di Parigi, che è riservato solo ai francesi più importanti.

#### Studenti
Poincaré ebbe due importanti studenti di dottorato all'Università di Parigi, Louis Bachelier (1900) e Dimitrie Pompeiu (1905).

## Lavoro

### Sommario
Poincaré diede molti importanti contributi in svariati campi della matematica pura e applicata come: meccanica celeste, meccanica dei fluidi, ottica, elettricità, telegrafia, elasticità, termodinamica, teoria del potenziale, l'allora nascente teoria della relatività e cosmologia.
Fu anche un divulgatore di matematica e fisica e scrisse parecchi libri per il pubblico più ampio.
Tra le materie a cui contribuì maggiormente si segnalano:
- topologia algebrica;
- teoria delle funzioni analitiche a variabili complesse;
- teoria delle funzioni abeliane;
- geometria algebrica;
- formulazione di uno dei più famosi problemi in matematica, noto come la congettura di Poincaré, nell'ambito della topologia;
- teorema di ricorrenza;
- geometria iperbolica;
- teoria dei numeri;
- problema degli n-corpi;
- la teoria delle equazioni diofantee;
- elettromagnetismo
- teoria della relatività ristretta
- concetto di gruppo fondamentale, introdotto in un quaderno del 1894;
- molti risultati che sono cruciali per la teoria qualitativa delle equazioni differenziali, per esempio le nozioni di sfera di Poincaré e di mappa di Poincaré;
- un argomento matematico a favore della meccanica quantistica pubblicato in un quaderno.[4][5]

### Il problema dei tre corpi
Il problema della soluzione generale al moto di più di due corpi orbitanti nel sistema solare aveva eluso i matematici sin dal tempo di Newton. Inizialmente era noto come il problema dei tre corpi e poi più tardi come il problema degli n-corpi, dove "n" sta a indicare un numero maggiore di due oggetti orbitanti. Il problema degli n-corpi alla fine del XIX secolo veniva considerato una delle maggiori sfide scientifiche. Anzi, nel 1887, in onore del sessantesimo compleanno, Oscar II, Re di Svezia, consigliato da Gösta Mittag-Leffler, istituì un premio per chi avesse trovato la soluzione al problema. L'annuncio era piuttosto specifico:
Nel caso il problema non fosse stato risolto, ogni altro contributo importante alla meccanica celeste sarebbe stato considerato degno di vincere il premio. Il premio fu assegnato a Poincaré, sebbene egli non avesse risolto il problema. Uno dei giudici, il noto Karl Weierstrass, disse, "Questo lavoro non si può proprio considerare la soluzione completa del problema proposto, tuttavia è di una tale importanza che la sua pubblicazione inaugurerà una nuova era nella storia della meccanica celeste." (La prima versione del suo contributo conteneva persino un errore grave; per maggiori dettagli si veda l'articolo di Diacu). La versione pubblicata conteneva notevoli idee che portarono in seguito allo sviluppo della teoria del caos. Il problema originale fu poi risolto da Karl Frithiof Sundman per n = 3 nel 1912 e fu generalizzato al caso di n > 3 da Qiudong Wang negli anni 1990.

### Lavori sulla relatività

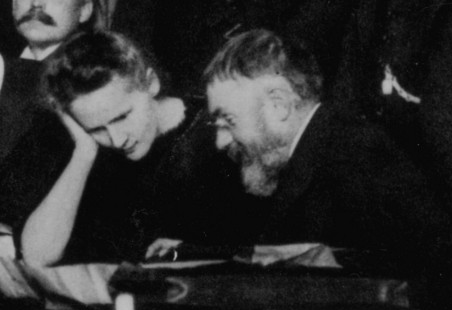
Marie Curie e Poincaré discutono nel 1911 alla Conferenza di Solvay

#### Tempo proprio
Il lavoro di Poincaré presso il Bureau des Longitudes su come stabilire i fusi orari internazionali lo portò a considerare come potessero essere sincronizzati gli orologi nelle varie parti del mondo, in moto a diverse velocità relative rispetto allo spazio assoluto (o all'"etere luminifero"). Nello stesso tempo il fisico teorico olandese Hendrik Lorentz stava sviluppando la teoria di Maxwell per tenere conto del moto delle particelle cariche ("elettroni" o "ioni") e della loro interazione con la radiazione. Lorentz nel 1895 aveva introdotto una quantità ausiliaria (senza darne un'interpretazione fisica) chiamata "tempo proprio" {\displaystyle t^{\prime }=t-vx^{\prime }/c^{2}}, dove {\displaystyle x^{\prime }=x-vt} e aveva introdotto l'ipotesi della contrazione della lunghezza allo scopo di spiegare il fallimento degli esperimenti di ottica e di elettricità volti a individuare il moto relativo all'etere (vedi esperimento di Michelson-Morley). Poincaré fu un costante interprete (e a volte amichevolmente critico) della teoria di Lorentz; infatti sul piano gnoseologico era interessato al "significato più profondo" e così facendo pervenne a molti risultati che sono ora associati alla teoria della relatività speciale. In The Measure of Time (1898), trattò la difficoltà di stabilire la simultaneità a distanza e concluse che si potesse stabilire per convenzione. Egli asserì anche che gli scienziati dovevano porre la costanza della velocità della luce come postulato per dare alla teoria fisica la forma più semplice. Sulla base di queste assunzioni nel 1900 si occupò della "meravigliosa invenzione" di Lorentz del tempo proprio e precisò che essa era necessaria quando orologi in moto sono sincronizzati scambiandosi segnali di luce che viaggiano alla stessa velocità in entrambe le direzioni in un sistema di riferimento in moto.

#### Principio di relatività ristretta e trasformazioni di Lorentz
Poincaré trattò il "principio del moto relativo" in due quaderni del 1900 e lo chiamò principio di relatività nel 1904; tale principio afferma che nessun esperimento di meccanica o di elettromagnetismo può discriminare tra uno stato di moto uniforme e uno stato di quiete. Nel 1905 Poincaré scrisse a Lorentz sul suo lavoro del 1904, considerandolo come un "lavoro della massima importanza". Nella lettera metteva in evidenza un errore che Lorentz aveva commesso applicando le sue trasformazioni a una delle equazioni di Maxwell; inoltre affrontava il problema del fattore di dilatazione temporale. In una seconda lettera a Lorentz, Poincaré diede la sua spiegazione sul perché il fattore di dilatazione temporale di Lorentz fosse corretto: era necessario che la trasformazione di Lorentz formasse un gruppo e formulò quella che è oggi nota come legge di composizione della velocità relativistica. Poincaré in seguito spedì un quaderno al congresso dell'Accademia francese delle scienze di Parigi del 5 giugno 1905 a cui erano rivolte tali pubblicazioni. Nella versione pubblicata scriveva:
{\displaystyle x^{\prime }=k\ell \left(x+\varepsilon t\right),~t^{\prime }=k\ell \left(t+\varepsilon x\right),~y^{\prime }=\ell y,~z^{\prime }=\ell z,~k=1/{\sqrt {1-\varepsilon ^{2}}}.}»
Egli inoltre mostrava che la funzione arbitraria {\displaystyle \ell \left(\varepsilon \right)} deve avere valore unitario per tutti gli {\displaystyle \varepsilon } (Lorentz aveva posto {\displaystyle \ell =1} seguendo un'altra strada) per fare in modo che le trasformazioni formino un gruppo. In una versione ampliata del quaderno del 1906 Poincaré affermò che la combinazione {\displaystyle x^{2}+y^{2}+z^{2}-c^{2}t^{2}} è invariante. Notò che la trasformazione di Lorentz è di fatto una rotazione nello spazio quadridimensionale attorno all'origine introducendo {\displaystyle ct{\sqrt {-1}}} come quarta coordinata immaginaria, e usò una forma primitiva del quadrivettore. Il tentativo di Poincaré di riformulare la meccanica nello spazio quadrimensionale fu rifiutato da lui stesso nel 1907, perché riteneva che la traduzione della fisica nel linguaggio della metrica quadrimensionale richiedesse troppo sforzo per un beneficio esiguo. Così fu Hermann Minkowski a sviluppare le conseguenze della sua notazione del 1907.

### Relazione massa-energia
Come altri prima di lui, Poincaré (1900) scoprì la relazione tra massa ed energia elettromagnetica. Studiando la discrepanza fra principio di azione e reazione esteso e la teoria dell'etere di Lorentz, egli cercò di determinare se il centro di gravità si muove ancora a velocità costante in presenza di campi elettromagnetici. Notò che il principio di azione e reazione si applica non solo alla materia, ma che il campo elettromagnetico ha una propria quantità di moto. Poincaré concluse che l'energia del campo elettromagnetico di un'onda elettromagnetica si comporta come un fluido fittizio avente una densità di massa pari a E/c². Se il centro di massa è definito sia dalla massa della materia sia da quella del fluido fittizio, e se il fluido fittizio è indistruttibile - ovvero non è né creato né distrutto - allora il centro di massa si muove di moto uniforme. Ma l'energia elettromagnetica si può convertire in altre forme di energia. Così Poincaré assunse che esiste un'energia di fluido non elettrico in ogni punto dello spazio, che porta con sé una massa proporzionale all'energia, e che l'energia elettromagnetica può essere trasformata in essa. Così il movimento del centro di massa si mantiene uniforme. Poincaré disse che non si doveva essere troppo sorpresi da ciò, dal momento che si trattava di assunzioni matematiche.
Tuttavia la soluzione di Poincaré portava a un paradosso quando si cambiava il sistema di riferimento: se un oscillatore hertziano irraggia in una certa direzione, subirà un rinculo a causa dell'inerzia del fluido fittizio. Poincaré applicò una spinta di Lorentz (dell'ordine di v/c) al riferimento della sorgente in moto e notò che la conservazione dell'energia valeva per entrambi i riferimenti, mentre la conservazione del momento veniva violata. Questo avrebbe consentito il moto perpetuo, un concetto che egli aborriva. Le leggi della natura sarebbero state diverse al cambiare del sistema di riferimento e il principio di relatività non sarebbe stato più valido. Quindi asserì che anche in questo caso ci doveva essere un altro meccanismo di compensazione nell'etere.
Poincaré stesso ritornò sull'argomento in una sua conferenza al Congresso dell'Esposizione universale di Saint Louis del 1904. In questa circostanza (e più tardi anche nel 1908) rifiutò la possibilità che l'energia potesse avere una massa e anche la possibilità che il moto nell'etere potesse compensare i problemi sopra menzionati:
Poincaré si occupò anche di altri due effetti inspiegabili:
1. la non conservazione della massa desunta dalla massa variabile di Lorentz {\displaystyle \gamma m}, la teoria di Max Abraham sulla massa variabile e gli esperimenti di Walter Kaufmann sulla massa degli elettroni in moto rapido;
2. la non conservazione dell'energia negli esperimenti con il radio di Marie Curie.

Fu il concetto di Albert Einstein dell'equivalenza massa–energia (1905), secondo cui un corpo che irradia energia o calore perde una quantità di massa pari a {\displaystyle m=E/c^{2}} a risolvere il paradosso di Poincaré, senza ricorrere ad alcun meccanismo di compensazione mediato dall'etere. L'oscillatore hertziano perde massa nel processo di emissione e la quantità di moto si conserva in ogni sistema di riferimento. Comunque, per quanto riguarda la soluzione del problema del centro di gravità, Einstein notò che la formulazione di Poincaré e la propria del 1906 erano matematicamente equivalenti.

#### Poincaré e Einstein
La prima relazione di Einstein sulla relatività fu pubblicata tre mesi dopo il breve studio di Poincaré, ma prima della versione ampliata dello stesso. Essa si basava sul principio di relatività per ricavare le trasformazioni di Lorentz e per la sincronizzazione degli orologi usava una procedura simile a quella descritta da Poincaré (1900), ma era notevole il fatto che a questa non facesse alcun riferimento. Da parte sua Poincaré non citò mai il lavoro di Einstein sulla relatività ristretta. Einstein citò Poincaré nel testo di una conferenza del 1921 intitolata Geometrie und Erfahrung a proposito di geometrie non euclidee, ma non in relazione alla relatività speciale. Qualche anno prima della sua morte Einstein dichiarò che Poincaré era stato uno dei pionieri della relatività, dicendo che "Lorentz aveva riconosciuto che la trasformazione che porta il suo nome è essenziale per l'analisi delle equazioni di Maxwell, e Poincaré aveva ulteriormente approfondito questo punto di vista..."

## Epistemologia
Poincaré aveva punti di vista filosofici opposti a quelli di Bertrand Russell e Gottlob Frege, che ritenevano la matematica una branca della logica. Poincaré era in netto disaccordo, reputando che fosse l'intuizione la vita della matematica. Egli fornisce un interessante punto di vista nel suo libro Scienza ed ipotesi:
Per un osservatore superficiale, la verità scientifica si colloca oltre la possibilità del dubbio, la logica della scienza è infallibile, e se gli scienziati talvolta sono in errore, questo accade solo a causa di una loro sbagliata applicazione delle sue regole.
Poincaré credeva che l'aritmetica fosse una disciplina sintetica. Riteneva che gli assiomi di Peano non potessero essere dimostrati in modo non circolare mediante il principio di induzione (Murzi, 1998), e quindi che l'aritmetica fosse a priori sintetica e non analitica. Poincaré proseguiva dicendo che la matematica non poteva essere dedotta dalla logica dal momento che non è analitica. Le sue idee erano vicine a quelle di Immanuel Kant (Kolak, 2001, Folina 1992). Egli inoltre non accettava la teoria degli insiemi di Georg Cantor, rifiutando il suo utilizzo di definizioni impredicative.
Tuttavia egli non condivideva le idee di Kant nell'indagine critica della conoscenza e della matematica. Ad esempio, in geometria, Poincaré credeva che la struttura degli spazi non euclidei potesse essere conosciuta analiticamente. Egli riteneva che la convenzione svolgesse un ruolo molto importante in fisica. Il suo punto di vista divenne noto come "convenzionalismo". Poincaré credeva che la prima legge di Newton non fosse di natura empirica, ma fosse un'assunzione di base convenzionale per la meccanica. Reputava anche che la geometria dello spazio fisico fosse convenzionale. Egli prese in considerazione esempi nei quali o la geometria dei campi fisici o i gradienti di temperatura possono essere modificati o descrivendo uno spazio non euclideo misurato mediante regoli rigidi, o usando uno spazio euclideo nel quale i regoli vengono dilatati o contratti da una distribuzione variabile del calore. Tuttavia Poincaré pensava che noi siamo tanto abituati alla geometria euclidea che preferiremmo cambiare le leggi fisiche per mantenerla, piuttosto che servirci di una geometria fisica non euclidea.

## Carattere
Le abitudini lavorative di Poincaré sono state paragonate a quelle di un'ape che vola di fiore in fiore. Poincaré era interessato al modo in cui la propria mente lavorava; egli studiava le proprie abitudini e nel 1908 tenne una conferenza all'Istituto di Psicologia Generale di Parigi su quanto aveva osservato su sé stesso.
Il matematico Gaston Darboux sosteneva che egli fosse un intuitivo, adducendo come ragione il fatto che egli operava molto spesso mediante rappresentazione visiva. Poincaré non si preoccupava molto di essere rigoroso e non amava la logica. Credeva che la logica non fosse un modo di inventare, ma un modo di strutturare le idee, anzi riteneva che la logica limitasse le idee.

### Caratterizzazione di Toulouse
L'organizzazione mentale di Poincaré ha interessato, oltre che egli stesso, anche E. Toulouse, uno psicologo del Laboratorio di Psicologia della Scuola di Studi superiori di Parigi. In un libro del 1910 intitolato Henri Poincaré, Toulouse ha discusso lo schema di attività che egli seguiva con regolarità.
- Lavorava ogni giorno per brevi periodi che ogni giorno cadevano nelle stesse ore. Si dedicava alle ricerche matematiche per quattro ore al giorno dalle 10 alle 12 e dalle 17 alle 19. Leggeva articoli scientifici più tardi nella serata.
- Il suo modo di affrontare un problema consisteva nel risolverlo in modo completo nella sua mente e successivamente nel redigere su carta la presentazione dell'intero problema.
- Era ambidestro, ma molto miope.
- La sua capacità di visualizzare quello che ascoltava risultava particolarmente utile quando assisteva a seminari e conferenze, in quanto la sua vista era tanto debole da non consentirgli di vedere con chiarezza quello che l'espositore scriveva sulla lavagna.

Queste capacità erano bilanciate in una certa misura dalle sue debolezze:
- Era fisicamente goffo e inetto sul piano artistico.
- Era sempre di fretta e non amava ritornare su quanto fatto per effettuare modifiche o correzioni.
- Non ha mai dedicato un lungo periodo a un problema, in quanto pensava che il proprio subconscio avrebbe continuato a elaborare il problema mentre lui elaborava consciamente un altro problema.

Inoltre Toulouse rilevò che molti matematici procedevano da princìpi già consolidati, mentre Poincaré per ogni problema partiva da princìpi di base (v. Biography su MacTutor).
Il suo metodo di pensare viene ben descritto dal seguente brano:
"Habitué à négliger les détails et à ne regarder que les cimes, il passait de l'une à l'autre avec une promptitude surprenante et les faits qu'il découvrait se groupant d'eux-mêmes autour de leur centre étaient instantanément et automatiquement classés dans sa mémoire." ("Abituato a trascurare i dettagli e a guardare solo le cime, passava da una vetta all'altra con una velocità sorprendente e i fatti che egli scopriva si raggruppavano essi stessi intorno al loro centro e si organizzavano istantaneamente e automaticamente nella sua memoria.") Belliver (1956).

## Premi
- Premio Oscar II, Re di Svezia 1887
- Società Filosofica Americana 1899
- Medaglia d'oro della Royal Astronomical Society, Londra 1900
- Premio Bolyai 1905
- Medaglia Matteucci 1905
- Accademia francese delle scienze 1906
- Académie française 1909
- Medaglia Bruce 1911

Hanno il suo nome
- Premio Poincaré (Premio Internazionale per la Matematica e Fisica)
- Annales Henri Poincaré (Giornale scientifico)
- Il cratere Poincaré sulla Luna
- l'asteroide 2021 Poincaré

## Opere

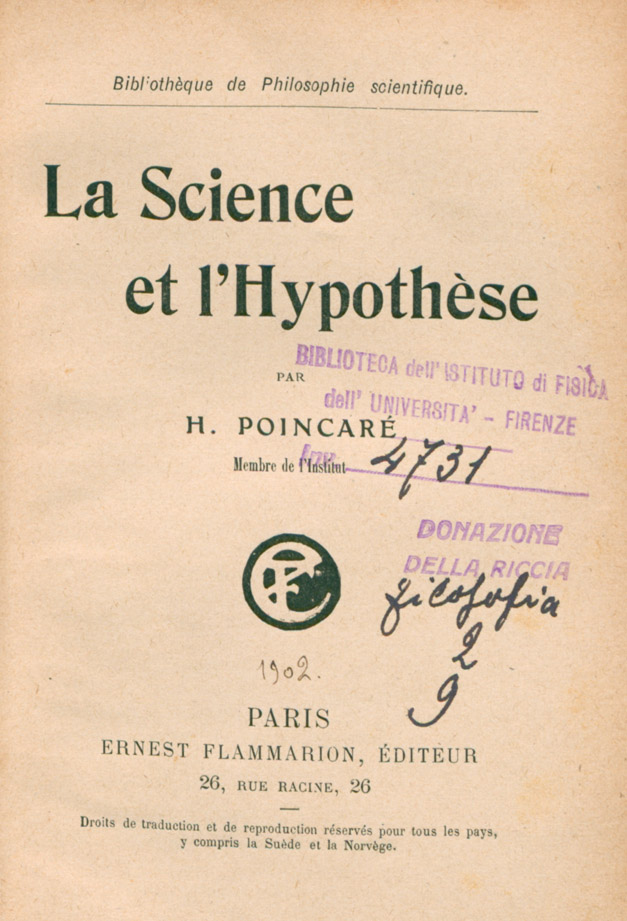
Science et l'hypothèse, 1905

- (FR) Leçons sur la théorie mathématique de la lumière, Paris, Carrè, 1889.
- (FR) Solutions periodiques, non-existence des integrales uniformes, solutions asymptotiques, vol. 1, Paris, Gauthier-Villars, 1892.
- (FR) Methodes de mm. Newcomb, Gylden, Lindstedt et Bohlin, vol. 2, Paris, Gauthier-Villars, 1893.
- (FR) Invariants integraux, solutions periodiques du deuxieme genre, solutions doublement asymptotiques, vol. 3, Paris, Gauthier-Villars, 1899.
- (FR) Oscillations électriques, Paris, Carrè, 1894.
- (FR) Valeur de la science, Paris, Flammarion, 1900.
- (FR) Electricité et optique, Paris, Carrè & Naud, 1901.
- (FR) Science et l'hypothèse, Paris, Flammarion, 1905.
- (FR) Thermodynamique, Paris, Gauthier-Villars, 1908.
- (FR) Dernières pensées, Paris, Flammarion, 1913.
- La Scienza e l'Ipotesi (1902). Edizione italiana: Bari, Dedalo, 1989. Traduzione G. Porcelli.
- Il valore della scienza (1905). Edizione italiana: Firenze, La Nuova Italia, 1994. A cura di G. Polizzi, traduzione F. Albergàmo e G. Polizzi.
- Scienza e metodo (1908). Edizione italiana: Torino, Einaudi, 1997. A cura di C. Bartocci.
- Geometria e caso. Scritti di matematica e fisica. Edizione italiana: Torino, Bollati Boringhieri. A cura di C. Bartocci.
- Ultimi pensieri (1913).
- (FR) Théorie des tourbillons, Sceaux, Édition Jacqus Gabay, 1990  [1893], ISBN 2-87647-026-8. URL consultato il 12 novembre 2022.
- (FR) Électricité et optique. La lumière et les théories électro-dynamiques : leçons professées à la Sorbonne en 1888, 1890 et 1899 (2e édition revue et complétée), Paris, Georges Carré et C. Naud Éditeurs, 1901. URL consultato il 12 novembre 2022.
- (FR) La théorie de Maxwell et les oscillations hertziennes : la télégraphie sans fil, 3e édition, 1907. URL consultato il 12 novembre 2022.
- (FR) Leçons de mécanique céleste : professées à la Sorbonne. Tome I, Paris, Imprimerie Gauthier - Villars, 1905. URL consultato il 12 novembre 2022.
- (FR) Leçons de mécanique céleste : professées à la Sorbonne. Tome 2, Partie 1, Paris, 1907. URL consultato il 12 novembre 2022.
- (FR) Leçons de mécanique céleste : professées à la Sorbonne. Tome 2, Partie 2, 1905 - 1910. URL consultato il 12 novembre 2022.
- (FR) Thermodynamique : leçons professées pendant le premier semestre 1888-89 (2e éd. revue et corrigée), Paris, Gauthier-Villars, Imprimeur-Libraire du Bureau des Longitudes, de l'École Polytechnique, 1908. URL consultato il 12 novembre 2022.
- (FR) Leçons sur les hypothèses cosmogoniques, Paris, 1911. URL consultato il 12 novembre 2022.
- (FR) Calcul des probabilités, 1912. URL consultato il 12 novembre 2022.

### Scritti di Poincaré tradotti in inglese
Scritti popolari di epistemologia:
- 1902.  Science and hypothesis., Londra and Newcastle-on-Cyne, The Walter Scott publishing Co.
- 1905.  The value of science., New York, Dover reprint, 1958.
- 1908. (FR) Science et Methode (PDF) (archiviato dall'url originale il 26 marzo 2009).
- 1913.  Last Essays, New York, Dover reprint, 1963.
- (EN) Science et méthode, London, Nelson and Sons, 1914.

Su topologia algebrica:
- 1895. Analysis situs. The first systematic study of topology.

Sulla meccanica celeste:
- 1892–99. New Methods of Celestial Mechanics, 3 vols. English trans., 1967. ISBN 1-56396-117-2.
- 1905–10. Lessons of Celestial Mechanics.

Sui fondamenti della matematica:
- - Ewald, William B., ed., 1996. From Kant to Hilbert: A Source Book in the Foundations of Mathematics, 2 vols. Oxford University Press. Contains the following works by Poincaré:
  - 1894, "On the nature of mathematical reasoning," 972–81.
  - 1898, "On the foundations of geometry," 982–1011.
  - 1900, "Intuition and Logic in mathematics," 1012–20.
  - 1905–06, "Mathematics and Logic, I–III," 1021–70.
  - 1910, "On transfinite numbers," 1071–74.

### Riferimenti generali
- Bell, Eric Temple, 1986. Men of Mathematics (reissue edition). Touchstone Books. ISBN 0-671-62818-6.
- Belliver, André, 1956. Henri Poincaré ou la vocation souveraine. Paris: Gallimard.
- Bernstein, Peter L, 1996. "Against the Gods: A Remarkable Story of Risk". (p. 199–200). John Wiley & Sons.
- Boyer, B. Carl, 1968. A History of Mathematics: Henri Poincaré, John Wiley & Sons.
- Grattan-Guinness, Ivor, 2000. The Search for Mathematical Roots 1870–1940. Princeton Uni. Press.
- Folina, Janet, 1992. Poincare and the Philosophy of Mathematics. Macmillan, New York.
- Gray, Jeremy, 1986. Linear differential equations and group theory from Riemann to Poincaré, Birkhauser.
- Jean Mawhin, Henri Poincaré. A Life in the Service of Science (PDF), in Notices of the AMS, vol. 52, n. 9, ottobre 2005,  pp. 1036-1044.
- Kolak, Daniel, 2001. Lovers of Wisdom, 2nd ed. Wadsworth.
- Murzi, 1998.  "Henri Poincaré".
- O'Connor, J. John, and Robertson, F. Edmund, 2002,  "Jules Henri Poincaré". University of St. Andrews, Scotland.
- Peterson, Ivars, 1995. Newton's Clock: Chaos in the Solar System (reissue edition). W H Freeman & Co. ISBN 0-7167-2724-2.
- Sageret, Jules, 1911. Henri Poincaré. Paris: Mercure de France.
- Toulouse, E., 1910. Henri Poincaré. — (Source biography in French).

### Fonti secondarie riguardo ai lavori sulla relatività
- Cuvaj, Camillo, Henri Poincaré's Mathematical Contributions to Relativity and the Poincaré Stresses, in American Journal of Physics, vol. 36, n. 12, 1969,  pp. 1102-1113, DOI:10.1119/1.1974373.
- Darrigol, O., Henri Poincaré's criticism of Fin De Siècle electrodynamics, in Studies in History and Philosophy of Science, vol. 26, n. 1, 1995,  pp. 1-44, DOI:10.1016/1355-2198(95)00003-C.
- Darrigol, O., Electrodynamics from Ampére to Einstein, Oxford, Clarendon Press, 2000, ISBN 0-19-850594-9.
- Darrigol, O., The Mystery of the Einstein-Poincaré Connection, in Isis, vol. 95, n. 4, 2004,  pp. 614-626, DOI:10.1086/430652.
- Darrigol, O., The Genesis of the theory of relativity (PDF), in Séminaire Poincaré, vol. 1, 2005,  pp. 1-22.
- Giannetto, E., The Rise of Special Relativity: Henri Poincaré's Works Before Einstein (PDF), in Atti del XVIII congresso di storia della fisica e dell'astronomia, 1998,  pp. 171-207 (archiviato dall'url originale il 10 luglio 2007).
- Galison, P., Einstein's Clocks, Poincaré's Maps: Empires of Time, New York, W.W. Norton, 2003, ISBN 0-393-32604-7.
- Jerzy Giedymien, Science and Convention: Essays on Henri Poincaré's Philosophy of Science and the Conventionalist Tradition, Oxford, Pergamon Press, 1982, ISBN 0-08-025790-9.
- Goldberg, S., Henri Poincaré and Einstein's Theory of Relativity, in American Journal of Physics, vol. 35, n. 10, 1967,  pp. 934-944, DOI:10.1119/1.1973643.
- Goldberg, S., Poincaré's silence and Einstein's relativity, in British journal for the history of science, vol. 5, 1970,  pp. 73-84.
- Holton, G., Poincaré and Relativity, in Thematic Origins of Scientific Thought: Kepler to Einstein, Harvard University Press, 1973/1988, ISBN 0-674-87747-0.
- Katzir, S., Poincaré's Relativistic Physics: Its Origins and Nature, in Phys. Perspect., vol. 7, 2005,  pp. 268-292, DOI:10.1007/s00016-004-0234-y.
- Keswani, G.H., Kilmister, C.W., Intimations Of Relativity: Relativity Before Einstein (DOC), in Brit. J. Phil. Sci., vol. 34, 1983,  pp. 343-354, DOI:10.1093/bjps/34.4.343. URL consultato il 6 marzo 2009 (archiviato dall'url originale il 26 marzo 2009).
- Kragh, H., Quantum Generations: A History of Physics in the Twentieth Century, Princeton University Press, 1999, ISBN 0-691-09552-3.
- Langevin, P., L'œuvre d'Henri Poincaré: le physicien, in Revue de métaphysique et de morale, vol. 21, 1913,  p. 703.
- Macrossan, M. N., A Note on Relativity Before Einstein, in Brit. J. Phil. Sci., vol. 37, 1986,  pp. 232-234. URL consultato il 6 marzo 2009 (archiviato dall'url originale il 29 ottobre 2013).
- Miller, A.I., A study of Henri Poincaré's "Sur la Dynamique de l'Electron, in Arch. Hist. Exact. Scis., vol. 10, 1973,  pp. 207-328, DOI:10.1007/BF00412332.
- Miller, A.I., Albert Einstein's special theory of relativity. Emergence (1905) and early interpretation (1905–1911), Reading, Addison–Wesley, 1981, ISBN 0-201-04679-2.
- Miller, A.I., Why did Poincaré not formulate special relativity in 1905?, in Jean-Louis Greffe, Gerhard Heinzmann, Kuno Lorenz (a cura di), Henri Poincaré : science et philosophie, Berlin, 1996,  pp. 69-100.
- Schwartz, H. M., Poincaré's Rendiconti Paper on Relativity. Part I, in American Journal of Physics, vol. 39, n. 7, 1971,  pp. 1287-1294, DOI:10.1119/1.1976641.
- Schwartz, H. M., Poincaré's Rendiconti Paper on Relativity. Part II, in American Journal of Physics, vol. 40, n. 6, 1972,  pp. 862-872, DOI:10.1119/1.1986684.
- Schwartz, H. M., Poincaré's Rendiconti Paper on Relativity. Part III, in American Journal of Physics, vol. 40, n. 9, 1972,  pp. 1282-1287, DOI:10.1119/1.1976641.
- Scribner, C., Henri Poincaré and the principle of relativity, in American Journal of Physics, vol. 32, n. 9, 1964,  pp. 672-678, DOI:10.1119/1.1986815.
- Walter, S., Henri Poincaré and the theory of relativity, in Renn, J. (a cura di), Albert Einstein, Chief Engineer of the Universe: 100 Authors for Einstein, Berlin, Wiley-VCH, 2005,  pp. 162-165. URL consultato il 6 marzo 2009 (archiviato dall'url originale il 22 febbraio 2012).
- Walter, S., Breaking in the 4-vectors: the four-dimensional movement in gravitation, 1905–1910, in Renn, J. (a cura di), Copia archiviata, The Genesis of General Relativity, vol. 3, Berlin, Springer, 2007,  pp. 193-252. URL consultato il 6 marzo 2009 (archiviato dall'url originale il 30 gennaio 2009).
- Zahar, E., Poincare's Philosophy: From Conventionalism to Phenomenology, Chicago, Open Court Pub Co, 2001, ISBN 0-8126-9435-X.
- Keswani, G.H.,, Origin and Concept of Relativity, Part I, in Brit. J. Phil. Sci., vol. 15, n. 60, 1965,  pp. 286-306, DOI:10.1093/bjps/XV.60.286.
- Keswani, G.H.,, Origin and Concept of Relativity, Part II, in Brit. J. Phil. Sci., vol. 16, n. 61, 1965,  pp. 19-32, DOI:10.1093/bjps/XVI.61.19.
- Keswani, G.H.,, Origin and Concept of Relativity, Part III, in Brit. J. Phil. Sci., vol. 16, n. 64, 1966,  pp. 273-294, DOI:10.1093/bjps/XVI.64.273.
- Leveugle, J., La Relativité et Einstein, Planck, Hilbert — Histoire véridique de la Théorie de la Relativitén, Pars, L'Harmattan, 2004.
- Logunov, A.A., Henri Poincaré and relativity theory, Mosca, Nauka, 2004, ISBN 5-02-033964-4.